# 엘리사베트 미스타키두
엘리사베트 미스타키두(그리스어: Ελισάβετ Μυστακίδου, 1977년 8월 14일~)는 그리스의 전 태권도 선수로 2004년 하계 올림픽에서 여자 미들급 은메달을 획득했다. 또한 세계 선수권 대회에서 동메달 3개, 유럽 선수권 대회에서 금메달 1개, 은메달 1개를 획득했다.